# 黛莉亞·維寶莉
黛莉亞·維寶莉（英語：Daria Werbowy，1983年11月19日—），生于波兰，加拿大超級名模、画家及帆船手，加拿大国家名人堂史上第二位模特成员。

## 早年
黛莉亞·維寶莉在1983年出生于波兰，双亲Daniel & Anna Werbowy均为乌克兰裔。她是家里最年幼的，她有一位姐姐Oksana和一位哥哥Orest。3岁时举家回到加拿大安大略省多伦多特区密西沙加市，在其幼年时家境中等。 
Daria这个名字是乌克兰语的“柳树”之含义。Daria14岁就身高180cm，而且非常高挑飘逸、戴牙套。
Daria中学时就读于Cawthra Park Secondary School的视觉美术专业，而且热爱体育运动，擅长篮球、排球、帆船及滑雪，尤其是帆船。

## 超级名模生涯

### 第一阶段
Daria原本从未想过当模特，由于其母的好友经营一家模特公司，而且当时Daria赢得加拿大全国选美奖项。机缘巧合之下，14岁的Daria开始踏入模特业。
2001年某天，Daria拎着行李在多伦多机场等待出发去参加此生第一场高端秀场——纽约时装周，结果广播里突然通知“911恐怖袭击降临，全美一切娱乐活动取消”，于是Daria临时改道去欧洲。经历了身心俱疲的八个月之后，Daria回到了加拿大。

### 第二阶段：成为加拿大之最
2003年，Daria的美术课程修到某程度之后，学费变得非常贵，为了筹措学费，于是Daria回到模特行业。本打算集满即退，但大出意料爆红。转折点出现在经纪公司Elite Model Management的内部分流，当星探经纪人Elmer Olsen决定自立门户，Daria慧眼识珠地跟随其前往纽约，结果由此开始超级名模生涯坦途。
Daria在20岁即成为世界排名第一的超级名模，至今保持着单季开场闭场的时尚秀场世界之最。合作的品牌广告包括Lancôme、Chanel、Prada、Yves Saint Laurent、Pepe Jeans、Roberto Cavalli、Gucci、Hermès、Valentino、David Yurman、Missoni、Versace、Louis Vuitton、Oroton、Celine、Net-a-porter、Salvatore Ferragamo、H&M、Tiffany&Co.、Diane Von Fürstenberg、Equipment等，几乎所有大牌她都代言过。
封面方面，曾经一年之内三度成为VOGUE Italia封面，而且VOGUE封面包括美、英、意、法，尤其法国版。其它的ELLE、Marie Claire、Bazaar等同样数不胜数。
Daria最著名的广告估计是法国美容业巨擘“兰蔻”(Lancôme)。
而且Daria连续多年均是“年度世界收入最富裕模特前十名”，最佳曾高达第6。
2008年，25岁的Daria成为加拿大国家名人堂史上第二位模特行业入选者（至今共两位，与Linda Evangelista并列）。
VOGUE Paris评价她是2000年代世界最佳30名超级名模之一。

## 超级名模之外

### 业余
即使身处于五光十色的世界之最时尚圈，但Daria始终保持者非常安静淳朴的个性。比如，即使红极一时的最鼎盛时期里，也曾完全平民化地搭乘公交车；而且虽然模特行业纯粹吃青春饭、25岁即基本退休，但Daria依旧每年抽出两个月时间，带着孤儿院和感化院的幼童们出海远洋。